# Hildegard Eckmans
Hildegard Eckmans (geboren als Hildegard Mettegang am 15. August 1919; gestorben 2. Juni 1992 in Mühldorf am Inn) war eine deutsche Chemikerin. Sie war von 1967 bis 1983 Richterin am Bundespatentgericht in München.

## Beruflicher Werdegang
Hildegard Mettegang studierte Chemie an der Technischen Hochschule Aachen und machte dort ihren Abschluss als Diplom-Chemikerin. Sie promovierte 1946 mit einer Dissertation zum Thema „Über die Polymerisation des Vinylchlorids“. 
Eckmans war Regierungsdirektorin, bevor sie zum 20. Dezember 1967 zur Richterin am Bundespatentgericht ernannt wurde. 1983 wurde sie auf eigenen Wunsch in den Ruhestand verabschiedet.

## Veröffentlichungen
- Hildegard Mettegang: Über die Polymerisation des Vinylchlorids. Technische Hochschule Aachen, 1946, DNB 481645675.
- Patent  AT193041B: Körperreiches, lösungsmittelarmes Überzugsmittel, insbesondere Drahtisolierlack. Angemeldet am 25. Januar 1956, veröffentlicht am 25. November 1957, Anmelder: Dr. Beck & Co GmbH, Erfinder: Hans-Joachim Beck, Hildegard Eckmans, Hans Dannenbaum.‌
- Patent  DE1006102B: Körperreiches, lösungsmittelarmes Überzugsmittel, insbesondere Drahtisolierlack. Angemeldet am 5. April 1955, veröffentlicht am 11. April 1957, Anmelder: Dr. Beck & Co GmbH, Erfinder: Hans-Joachim Beck, Hildegard Eckmans, Hans Dannenbaum.‌
- Patent  DE1047423B: Weichmachen von gießfähigen Epoxyharzmassen. Angemeldet am 30. Januar 1957, veröffentlicht am 24. Dezember 1958, Anmelder: Dr. Beck & Co GmbH, Erfinder: Hans-Joachim Beck, Hildegard Eckmans.‌
- Patent  DE1065118B: Für die Elektroisolation bestimmte Drahtlacke. Angemeldet am 8. Januar 1957, veröffentlicht am 10. September 1959, Anmelder: Dr. Beck & Co GmbH, Erfinder: Hildegard Eckmans, Hans-Joachim Beck.‌
- Hans Dannenbaum, Hildegard Eckmans, Hans-Joachim Beck: Metallüberzugsmittel und Verwendung desselben. 1963.